# كريستين دي بوش كمبر
كريستين دي بوش كمبر (بالهولندية: Freule Christine de Bosch Kemper)‏ هي كاتِبة هولندية، ولدت في 16 أغسطس 1840، وتوفيت في 12 مايو 1924.